# سیارک ۳۴۰۱
سیارک ۳۴۰۱ (به انگلیسی: 3401 Vanphilos، نامگذاری:1981PA) سه هزار و چهارصد و یکمین سیارک کشف شده‌است که در ۱ اوت ۱۹۸۱ کشف شد.
قدر مطلق سیارک برابر ۱۲٫۶۰ است.